# Evelyn Lambart
Evelyn Lambart (Ottawa, 23 luglio 1914 – Sutton, 3 aprile 1999) è stata una regista e animatrice canadese.
Prima donna a entrare nel National Film Board of Canada, è nota soprattutto per il sodalizio artistico con Norman McLaren negli anni cinquanta e sessanta, a proposito del quale ha dichiarato: «Norman ha sempre creduto in me, ma il mondo ha sempre creduto in Norman».
Nel 1988 è stata presidente onorario dell'Ottawa International Animation Festival.

## Biografia
(Evelyn Lambart)
Nata ad Ottawa nel 1914 da Howard Lambart e Helen Wallbridge, Evelyn iniziò all'età di sei anni a evidenziare seri problemi di udito e ciò la portò a focalizzare i suoi interessi sul mondo visivo, usandolo come mezzo di comunicazione. Fu incoraggiata a dipingere e disegnare dalla famiglia e in particolare da suo padre, appassionato fotografo.
Dopo il diploma al Lisgar Collegiate Institute, l'interesse per l'arte la portò a studiare all'Ontario College of Art and Design, dove si laureò nel 1937. Il progetto di proseguire gli studi in Inghilterra fu cancellato dallo scoppio della seconda guerra mondiale e Evelyn trascorse un anno e mezzo a lavorare come calligrafa e miniatrice per il primo Book of Remembrance, il manoscritto ospitato presso la Peace Tower di Ottawa che commemora i caduti canadesi della Grande Guerra.
Gli ottimi risultati ottenuti con questa esperienza la incoraggiarono a candidarsi per entrare al National Film Board of Canada, dove iniziò a lavorare nel 1942 come titolista e letterista. In pochi anni diventò la prima animatrice donna a far parte del NFB e cominciò a specializzarsi nella realizzazione di carte topografiche, alcune delle quali vennero utilizzate in film di propaganda della serie The World in Action, tra cui Global Air Routes e Fortress Japan.
Nel 1947 realizzò il suo primo corto, The Impossible Map, utilizzando dei pompelmi con mappe del mondo dipinte sulla superficie come aiuti visivi a causa degli esigui finanziamenti che non le consentirono di acquistare dei veri globi.

### La collaborazione con Norman McLaren
Fu in questo periodo che la strada di Evelyn Lambart incrociò quella di Norman McLaren, regista di origini scozzesi da poco al NFB che la scelse come assistente per uno dei suoi film d'animazione.
La collaborazione vera e propria iniziò nel 1949 con Begone Dull Care, premiato con la targa d'argento alla 1ª edizione del Festival di Berlino, e proseguì nei due decenni successivi con film come i corti sperimentali in 3D Now Is the Time (1951, di cui fu solo co-produttrice) e Around Is Around (1953), entrambi commissionati dal British Film Institute per il Festival of Britain, Rythmetic (1956, Orso d'argento a Berlino), A Chairy Tale (1957, nomination all'Oscar come miglior cortometraggio), Short and Suite (1959, Nomination BAFTA al miglior film d'animazione) e Lines: Horizontal (1962, Canadian Film Award per il miglior film d'arte/sperimentale).
La partecipazione di Evelyn a questi lavori spaziò dalla correzione del colore alle sezioni animate del lavoro completo (Short e Suite), suggerendo modi di incorporare elementi come le particelle di polvere (Begone Dull Care) e persino manipolare fisicamente gli oggetti (A Chairy Tale).
Oltre a quella con McLaren, da ricordare altre collaborazioni nello stesso periodo con registi quali George Dunning (Family Tree, cortometraggio del 1950 sugli europei in Nord America), Morten Parker (The Fight: Science Against Cancer, nomination agli Oscar nel 1951 come miglior cortometraggio documentario) e J.V. Durden (The Colour of Life, The Embryonic Development of Fish).
Sarebbero passati molti anni prima che Evelyn Lambart ricevesse pieno credito per il lavoro svolto con McLaren, tuttavia la forza e il valore della loro collaborazione fu riconosciuta già nel 1965 quando alla coppia fu dedicata una proiezione speciale al Festival del cinema d'animazione di Annecy.

### Gli ultimi anni al NFB
Durante gli anni sessanta, i diversi interessi professionali portarono alla fine del sodalizio con McLaren. Anche se ci volle del tempo per abituarsi a lavorare in modo indipendente e avere la libertà di prendere le proprie decisioni creative, nel 1968 Evelyn diresse il suo primo corto intitolato Fine Feathers. A questo ne seguirono altri tra cui Paradise Lost del 1970, proiettato due anni dopo al Festival internazionale del film di fantascienza di Trieste, The Story of Christmas (1973) e Mr. Frog Went A-Courting (1974), l'ultimo prima di lasciare il NFB.
In contrasto con i calcoli precisi e le linee tracciate direttamente sulla pellicola utilizzati con McLaren, la Lambart iniziò ad utilizzare la tecnica della Cutout animation, ricavando l'aspetto di base di ogni personaggio dalla carta da zucchero e tagliando poi le forme desiderate da sottili fogli di zinco, dipingendo i dettagli sul metallo e manipolando le figure su uno sfondo nero per produrre la storia.
Nel 1975 si trasferì a Sutton, nelle Eastern Townships, dove continuò a lavorare nello studio della sua abitazione come artista freelance fino al 1980.
Evelyn Lambart è morta il 3 aprile 1999, all'età di 84 anni.

## Filmografia

### Regista e animatrice
- The Impossible Map (1947)
- Begone Dull Care (1949) - Co-regia con Norman McLaren
- Family Tree (1950) - Co-regia con George Dunning
- O Canada (1952)
- Around Is Around (1953) - Co-regia con Norman McLaren
- Rythmetic (1956) - Co-regia con Norman McLaren
- Lines: Vertical (1960) - Co-regia con Norman McLaren
- Lines: Horizontal (1962) - Co-regia con Norman McLaren
- Mosaic (1966) - Co-regia con Norman McLaren
- Fine Feathers (1968)
- The Hoarder (1969)
- Paradise Lost (1970)
- The Story of Christmas (1973)
- Mr. Frog Went A-Courting (1974)
- The Lion and the Mouse (1976)
- The Town Mouse and the Country Mouse (1980)

### Solo animatrice
- Story of a Violin, regista non conosciuto (1947)
- The Fight: Science Against Cancer, regia di Morten Parker (1950)
- Challenge: Science Against Cancer, regia di Morten Parker (1950)
- The Outlaw Within, regia di Morten Parker (1951)
- Sing a Little, regista non conosciuto (1951)
- The Maple Leaf, regia di J.V. Durden (1955)
- The Colour of Life, regia di J.V. Durden (1955)
- A Chairy Tale, regia di Claude Jutra e Norman McLaren (1957)
- Putting It Straight, regia di William Greaves (1957)
- Le merle, regia di Norman McLaren (1958)
- Short and Suite, regia di Norman McLaren (1959)
- The Embryonic Development of Fish, regia di J.V. Durden (1961)
- Les femmes parmi nous, regia di Jacques Bobet (1961)

## Tributi
Nel 1978 le è stato dedicato il documentario Eve Lambart, della regista e montatrice Margaret Wescott.
Nel 2014 è uscito il cortometraggio Making Movie History: Evelyn Lambart diretto da Joanne Robertson, in cui la regista ricordava i suoi anni al National Film Board.
Nel 2017, il regista Donald McWilliams ha realizzato un programma di proiezioni per l'Ottawa International Animation Festival, intitolato Eleven Moving Moments With Evelyn Lambart.

## Riconoscimenti
- 1951
  - Festival internazionale del cinema di Berlino
Targa d'argento (film culturali) per Begone Dull Care (condiviso con Norman McLaren)
  - Canadian Film Awards
Premio speciale per Family Tree (condiviso con George Dunning)

- 1960
  - British Academy Film Awards
Nomination BAFTA al miglior film d'animazione per Short and Suite (condiviso con Norman McLaren)